# Drymeia nudiapica
Drymeia nudiapica är en tvåvingeart som beskrevs av Xue och Wang 2007. Drymeia nudiapica ingår i släktet Drymeia och familjen husflugor. Inga underarter finns listade i Catalogue of Life.